# Bandera del Tíbet

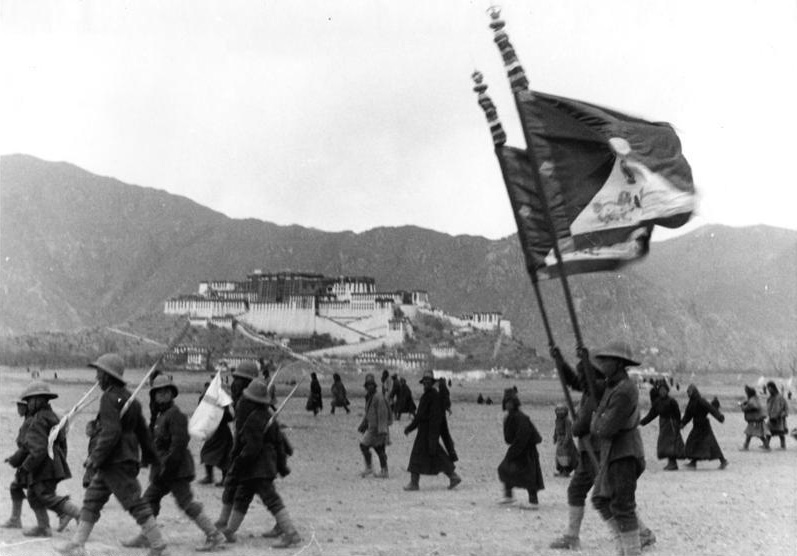
La armada tibetana ondea la bandera tibetana en un desfile en Lhasa en 1938.

La bandera nacional del Tíbet (བོད་ཀྱི་རྒྱལ་དར།), también conocida como la «bandera del león de nieve», representa una montaña blanca cubierta de nieve, un sol amarillo con rayos rojos y azules que emanan de él, dos leones de las nieves tibetanos, una joya multicolor que representa los valores budistas, un taijitu y un borde amarillo alrededor de tres de sus cuatro lados.
La mayoría de fuentes apuntan a que fue adoptada en 1916 por el 13º dalái lama, quien unificó las banderas militares de varias provincias para diseñar la actual. Sin embargo, existen fuentes primarias que sostienen que entre 1916 y 1920 se mantuvo la bandera de la dinastía Qing. La bandera fue utilizada como bandera nacional del país independiente del Tíbet  hasta 1951, cuando el Tíbet fue anexado por la República Popular China.

## Simbolismo
El sitio oficial del gobierno en el exilio del Tíbet explica el significado de la bandera de la siguiente manera:
- En el centro se encuentra una gran montaña densamente recubierta de nieve, que representa la gran nación del Tíbet, ampliamente conocida como la Tierra Rodeada de Montañas Nevadas.

- Atravesando el cielo azul oscuro, seis franjas rojas se extienden representando los ancestros originales del pueblo tibetano: las seis tribus llamadas Se, Mu, Dong, Tong, Dru y Ra, que a su vez generaron doce descendientes. La combinación de las seis franjas rojas (de las tribus) y de las seis franjas azules (representando el cielo) simbolizan la incesante protección de las enseñanzas espirituales y la vida secular por las divinidades protectoras rojas y negras con las cuales el Tíbet tiene una conexión desde mucho tiempo atrás.

- En lo alto de la montaña nevada, brilla el sol, radiando en todas las direcciones, simbolizando esto el gozo de la libertad por todos, la riqueza espiritual y material y la prosperidad de todos los seres en la tierra tibetana.

- En las laderas de la montaña, permanecen orgullosos dos leones de las nieves, símbolos de valentía y representativos del victorioso logro del país de unificar una vida espiritual y secular.

- Las tres joyas coloridas elevadas por los leones representan la reverencia guardada por los tibetanos a las Tres Joyas Supremas (Buda, Dharma y Shanga).

- Las dos joyas coloridas, sostenidas entre los leones, significan la consideración y estima por la autodisciplina del comportamiento ético correcto, principalmente representadas por la práctica de las diez virtudes exaltadas y de los dieciséis modos de conducta humanos.

- El bordillo amarillo en torno al perímetro de la bandera simboliza la difusión y prosperidad en todas las direcciones y tiempos de las puras enseñanzas de oro de Buda.

- El lado de la bandera sin el bordillo amarillo representa la apertura del Tíbet a otros credos religiosos.[3]

## Historia
Entre los años 1920 y 1925 el país poseía una bandera en la que se mostraba un León de las nieves, símbolo del poder del Dalái lama mirando a los únicos elementos por encima de él: el sol, la luna y las estrellas. Las montañas del fondo representaban la inviolabilidad del país y la esfera ardiente cerca de los pies del león representaban la voluntad del Dalái lama de defender al país de sus enemigos